# Oingo Boingo
Oingo Boingo prononcé : [ɔɪŋɡoʊ_ˈbɔɪŋɡoʊ] (également connu sous le nom de Boingo) était un groupe de new wave américain formé par l'auteur-compositeur Danny Elfman en 1979. Le groupe est issu d'une troupe de théâtre musical surréaliste précédemment dirigée par Elfman, The Mystic Knights of the Oingo Boingo.
Oingo Boingo était connu pour ses concerts live énergiques et sa musique expérimentale, qui peut être décrite comme un mélange de rock, ska, pop et musiques du monde. La carrière du groupe a duré 17 ans, avec divers changements de genres et de membres. On compte parmi leurs chansons les plus connues "Only a Lad", "Dead Man's Party" et "Weird Science".
En tant que groupe de rock, Oingo Boingo débuta comme un octet new wave influencé par le ska et le punk,, atteignant une popularité significative en Californie du Sud. Au milieu des années 1980, le groupe a changé de line-up et a adopté un style plus pop, jusqu'à un changement de genre déterminant vers le rock alternatif en 1994. À ce moment-là, le nom a été raccourci à Boingo, les claviers et cuivres abandonnés. Le groupe a pris sa retraite après un concert d'adieu à Halloween en 1995, pour lequel ils sont revenus au nom d'Oingo Boingo et ont réadopté le trio de cuivres.

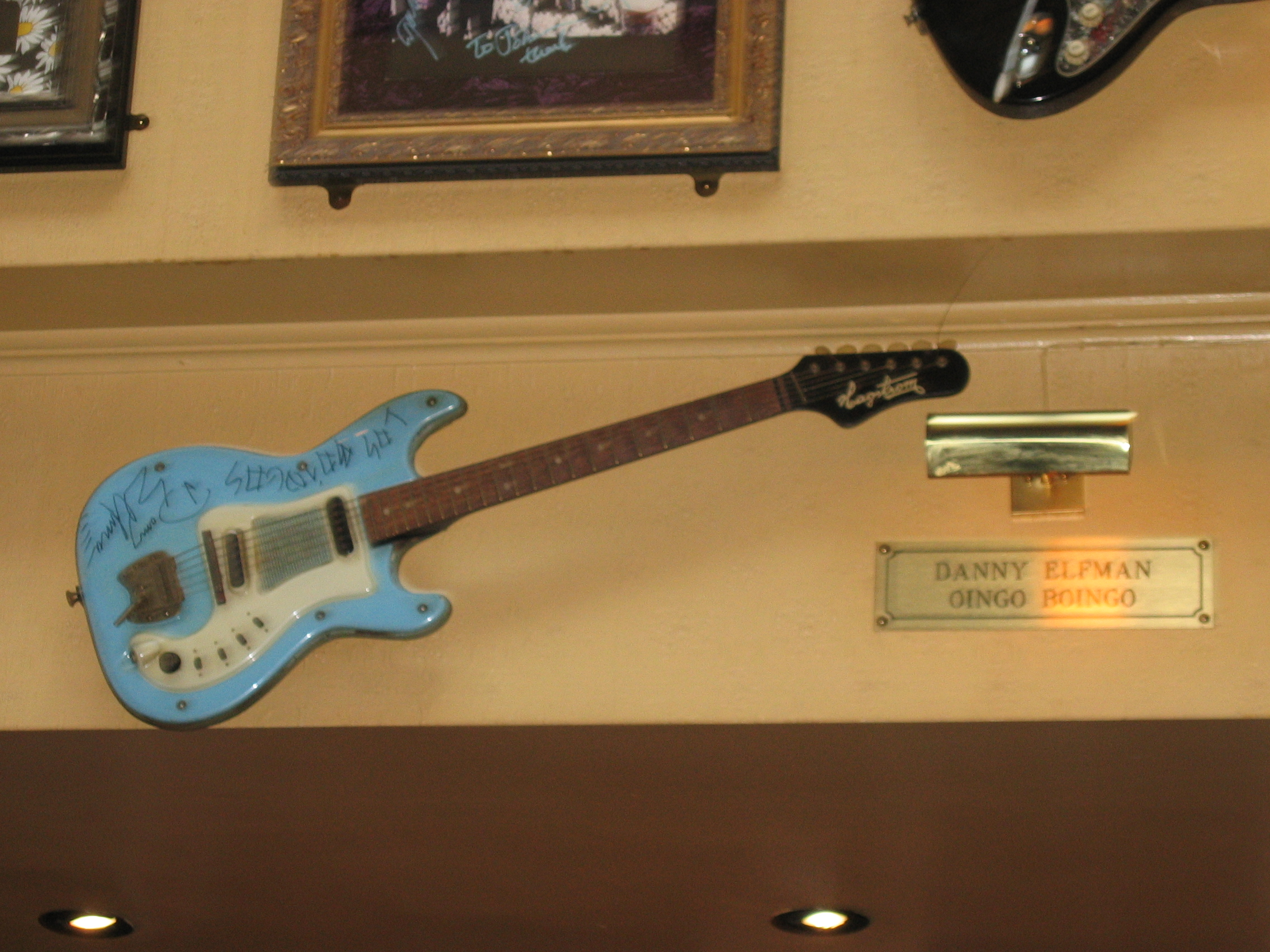
La guitare de Danny Elfman dédicacée au Hard Rock Café à Montréal.

## Carrière

### The Mystic Knights of the Oingo Boingo (1972-1979)
The Mystic Knights of the Oingo Boingo ont commencé en tant que troupe de théâtre de rue à Los Angeles, fondée par Richard Elfman. Leur nom était inspiré d'une société secrète fictive de la série télévisée Amos 'n' Andy, intitulée The Mystic Knights of the Sea. Cette version du groupe employait jusqu'à 15 musiciens à tout moment, jouant plus de 30 instruments, y compris certains construits par des membres du groupe.
Le frère de Richard, Danny Elfman, a rejoint le groupe en 1974 et est devenu plus tard son leader. Le groupe s'est progressivement éloigné de ses origines de théâtre de rue pour se diriger vers le théâtre musical. Le groupe interprétait un répertoire éclectique allant de reprises de Cab Calloway à des instrumentaux dans le style du gamelan balinais et de la musique de ballet russe, et plus tard des chansons originales de Danny Elfman. Le guitariste Steve Bartek rejoint le groupe en 1976 en tant que co-directeur musical.

### Années I.R.S. et A&M (1979–1984)
En 1979, Danny Elfman a reformé le groupe en tant que groupe de rock, sous le nouveau nom d'Oingo Boingo, date à laquelle la plupart des membres existants quittèrent le groupe. Steve Bartek et un trio de cuivres composé de Dale Turner, Sam 'Sluggo' Phipps et Leon Schneiderman continuèrent avec le nouveau groupe. Diverses raisons ont été données pour ce redémarrage en tant que groupe de rock, notamment les intérêts musicaux émergents de Danny et la réduction du besoin de transport et d'installation de plusieurs décors et accessoires de scène. Elfman a déclaré que le changement avait été inspiré par des groupes de renouveau ska tels que The Specials, Madness et The Selecter, le récent groupe new wave XTC, ainsi que "l'énergie et la vitesse" du punk,,.
Pour certains premiers concerts, le groupe a utilisé le nom abrégé The Mystic Knights (et dans le court métrage d'animation "Face Like a Frog" de Sally Cruikshank, la chanson "Don't Go in the Basement" porte ce nom). Le nom Oingo Boingo a été choisi en 1979, date à laquelle leur première chanson "I'm Afraid" est apparue sur la compilation Rhino Records de groupes "pleins de promesses" rock et new wave de Los Angeles, L.A. In.
Cette même année, le groupe publia un album en édition limitée à des fins de promotion, le Demo EP, destiné à être distribué aux stations de radio et aux représentants A&R de l'industrie du disque, afin de décrocher un contrat. L'effort a porté ses fruits, car le disque a attiré l'attention d'I.R.S. Records, qui sortit une version révisée de l'EP en 1980; le Oingo Boingo EP.
Le groupe avait maintenant fusionné en un octet: Danny Elfman au chant principal et à la guitare rythmique; Steve Bartek à la guitare principale; Richard Gibbs aux claviers; Kerry Hatch à la basse; Johnny "Vatos" Hernandez à la batterie; et Leon Schneiderman, Sam "Sluggo" Phipps et Dale Turner aux cuivres. Le premier succès du groupe est venu en 1980 avec la chanson "Only a Lad" de l'EP éponyme. La chanson était fréquemment diffusée à Los Angeles sur KROQ-FM et complétait le format new wave alors inhabituel de la station.
Après le succès régional de "Only a Lad", le groupe sort son premier album complet en 1981, également intitulé Only a Lad (avec un nouvel enregistrement de la chanson). Le groupe sortit deux autres albums, Nothing to Fear en 1982 et Good for Your Soul en 1983. Bien que le son du groupe ait été qualifié de new wave, l'utilisation par Oingo Boingo de percussions exotiques, une section de trois cuivres, des gammes et harmonies non conventionnelles et d'imagerie surréaliste a créé une combinaison de genres excentrique.
En 1984, le bassiste Kerry Hatch et le claviériste Richard Gibbs prirent congé pour former le groupe de courte durée Zuma II, et Oingo Boingo fit une pause temporaire, bien qu'elle ne fut pas connue publiquement à l'époque. Elfman affirma plus tard que les deux membres sortants avaient «perdu l'esprit», mais a déclaré: «Je ne pourrais jamais en vouloir à quiconque d'avoir perdu l'esprit. C'est très difficile d'être un ensemble de 8 musiciens faisant ce qui, à l'époque, n'était pas de la musique commerciale».

### Années MCA (1984–1992)
Elfman profita de la pause de 1984 comme opportunité de sortir un album solo, coproduit avec Steve Bartek, les autres membres d'Oingo Boingo revenant en tant que musiciens de session. Il sortit sous le nom de So-Lo à la fin 1984. À ce stade, le nouveau directeur Mike Gormley, qui venait de quitter le poste de vice-président de la publicité et d'assistant au président d'A&M, a négocié la sortie du label et signé le groupe chez MCA Records.
Peu de temps après la sortie de So-Lo, Oingo Boingo recommença à jouer avec leur nouveau bassiste, John Avila, et le claviériste Mike Bacich. Le premier album avec le nouveau line-up fut Dead Man's Party en 1985. L'album marqua un changement notable vers un style de composition et de production plus orienté pop, et devint l'album le plus commercialement fructueux du groupe. Il porte leur chanson au plus haut rang sur le Billboard Hot 100, "Weird Science", écrite pour le film de John Hughes Une créature de rêve (réutilisant la chanson dans le générique de son adaptation série, Code Lisa).
Le groupe est apparu sur un certain nombre de bandes originales de films du début au milieu des années 1980, y compris une apparition dans le film À fond la fac en 1986, interprétant leur single à succès "Dead Man's Party". La bande originale du film Le Palace en délire comprenait un thème écrit par Elfman et une chanson inédite sur aucun album d'Oingo Boingo, "Something Isn't Right".
À cette époque, Danny Elfman commença également à composer pour de grandes productions, à commencer par Pee-Wee Big Adventure en 1985. Elfman a continué à écrire les bandes originales de presque tous les films de Tim Burton. Le guitariste d'Oingo Boingo, Steve Bartek, a orchestré la plupart des musiques de films et de télévision d'Elfman.
L'album BOI-NGO sortit en 1987. À la suite de son enregistrement, Bacich est remplacé par le nouveau claviériste Carl Graves. L'album Boingo Alive, sorti en 1988, comprit des réenregistrements "live" de chansons des albums précédents sur une scène de studio, plus une nouvelle chanson, "Winning Side". Ce nouveau morceau est également sorti en single et se plaça comme hit au rang no 14 sur les stations de radio US Modern Rock.
En 1990, le groupe sort son septième album studio, Dark at the End of the Tunnel, avec des chansons plus assagies que sur leurs albums précédents, incluant les singles «Out of Control» et «Flesh 'N Blood».

### Dernières années (1993-1995)
Oingo Boingo continua de se produire régulièrement en concert, notamment annuellement à l'occasion d'Halloween à Irvine Meadows et à l'Universal Amphitheatre. Après une courte pause en 1992, pendant laquelle Elfman composait pour le grand écran, le groupe est revenu en 1993 avec une direction musicale hard rock de plus en plus marquée et sortit de nouveaux morceaux, tels que "Insanity", "Helpless" et la chanson inédite "Did It There". Pendant ces années, le groupe était souvent soutenu par un orchestre en concert, dirigé par Bartek, qui mettait en vedette un violoncelle de Fred Seykora, ainsi que le soi-disant "Sad Clown Orchestra" fournissant occasionnellement des percussions d'accordéon et de cirque.
Cette même année, Oingo Boingo commença à enregistrer un huitième album studio sous leur nouveau label Giant Records. Les sessions studio ralentirent quand Elfman s'impliqua fortement dans l'écriture de la bande originale de la comédie musicale animée L'Etrange Noël de Monsieur Jack avec Tim Burton,. De cette période, Elfman refléterait plus tard qu'après plus de 15 ans, il avait commencé à perdre sa passion pour le groupe.
En 1994, le groupe consolida son nouveau style musical et raccourcit son nom en "Boingo". Le guitariste Warren Fitzgerald rejoint le groupe tandis que le claviériste Carl Graves et le trio de cuivres furent remerciés. Cela marqua la seule année où le groupe a tourné sans la section de cuivres,.
L'album précédemment mis en attente fut complété avec une nouvelle gamme de 5 morceaux, comprenant une instrumentation orchestrale et plusieurs chansons improvisées en studio pour la première fois dans l'histoire du groupe. L'album éponyme sortit en 1994 et fut le dernier album studio du groupe.
En 1995, il a été annoncé que Boingo allait se séparer après 17 ans. Le groupe s'est lancé dans une tournée d'adieu, "Farewell", en 1995, restaurant le trio de cuivres original et retournant au nom d'Oingo Boingo, se terminant par un dernier concert d'Halloween à l'Universal Amphitheatre. Le concert a été filmé puis sorti sous forme d'album live et de DVD.

### Héritage
Après la dissolution du groupe, Danny Elfman continua sa carrière de compositeur et fut nommé pour quatre Oscars pour son travail. Bien qu'il ait fourni les bandes originales des films de Tim Burton presque exclusivement depuis Pee-Wee Big Adventure en 1985, Elfman continue d'être aussi très sollicité par d'autres réalisateurs. D'autres bandes originales d'Elfman incluent celles de Batman, Edward aux mains d'argent, Good Will Hunting, Men in Black, Spider-Man, Big Fish et L'Étrange Noël de Monsieur Jack. Elfman a également écrit des thèmes pour plus d'une douzaine de séries télévisées, notamment Les Simpson, Batman, Les Contes de la crypte et Desperate Housewives. Elfman emploie presque exclusivement l'ancien guitariste d'Oingo Boingo, Steve Bartek, comme orchestrateur.
Début 2007, Danny Elfman a déclaré qu'il n'y aurait pas de réunion d'Oingo Boingo, citant la crainte que jouer en concert n'aggrave sa perte auditive, et possiblement celle d'autres membres du groupe. Nonobstant cette annonce, pour Halloween en 2015, Danny Elfman, avec deux des autres voix originales du film L'Étrange Noël de Monsieur Jack, Catherine O'Hara et Ken Page, se sont produits au Hollywood Bowl, chantant toutes les chansons du film avec un orchestre complet, sous une projection du film dans son intégralité. Paul Reubens fit une apparition spéciale sur le rappel dans "Kidnapper le Perce-Oreille", reprenant son rôle original de Lock dans le film; l'événement culmina avec un retour d'Elfman et de Bartek sur scène pour interpréter "Dead Man's Party" pour la première fois temps depuis vingt ans.
Plus de 20 ans après leur concert d'adieu, Oingo Boingo fut honoré d'une résolution à l'hôtel de ville de Los Angeles en avril 2016. La personnalité populaire de radio et télévision locale, Richard Blade, a prononcé un discours décrivant Oingo Boingo. Plusieurs membres des formations changeantes du groupe y ont assisté, y compris Johnny "Vatos" Hernandez, le claviériste fondateur Richard Gibbs, John Avila, Carl Graves et Sam "Sluggo" Phipps.
En 2003, l'ancien claviériste Richard Gibbs composa pour la mini-série Battlestar Galactica avec le compositeur Bear McCreary. En 2005, John Avila, Johnny "Vatos" Hernandez et Steve Bartek ont commencé à contribuer à la série télévisée Battlestar Galactica signée par la suite par McCreary. Au cours de la saison 2006 d'Halloween, il y eut deux concerts du "Johnny Vatos Tribute to Halloween", un à Los Angeles et un dans le comté d'Orange, en Californie, avec Vatos, Bartek, Avila, Phipps et Lacy.
Depuis la saison d'Halloween 2005, l'ancien batteur Johnny "Vatos" Hernandez a régulièrement mis en place un groupe hommage à Oingo Boingo, se produisant dans divers lieux, principalement dans le sud de la Californie et en Arizona. Initialement intitulé "The Johnny 'Vatos' Tribute to Halloween, Featuring Former Members of Oingo Boingo",, Hernandez a finalement intitulé le projet Boingo Dance Party, puis enfin Oingo Boingo Former Members. D'anciens membres d'Oingo Boingo tels que Steve Bartek, Carl Graves, John Avila et Sam "Sluggo" Phipps rejoignent le groupe par intermittence, tandis que le chant est généralement assuré par le chanteur Brendan McCreary, également connu sous le nom de Bt4.
John Avila et Johnny "Vatos" Hernandez étaient membres du trio Food For Feet. Ils ont également formé la section rythmique de Tito & Tarantula, un groupe de Los Angeles dirigé par Tito Larriva de The Plugz et des Cruzados. Avila et Hernandez ont également rejoint Larriva et le guitariste Stevie Hufstetter dans un groupe ponctuel appelé Psychotic Aztecs. Le groupe a sorti un album sur le label Grita intitulé Santa Sangre. Doug Lacy (claviériste et percussionniste live de Boingo) a recruté le bassiste John Avila, le guitariste Steve Bartek, le batteur Johnny "Vatos" Hernandez et le saxophoniste Sam Phipps (parmi d'autres musiciens) pour un groupe appelé Doug & The Mystics. Ils ont enregistré un album, New Hat, qui comprenait une reprise de la chanson «Try to Believe» d'Oingo Boingo, ainsi que des chansons originales et des reprises de chansons de Frank Zappa et d'autres artistes. Doug avait déjà sorti un album solo.
Le 25 juin 2019, le New York Times Magazine a répertorié Oingo Boingo parmi des centaines d'artistes ayant perdu leurs masters originaux lors de l'incendie d'Universal de 2008, affectant probablement les enregistrements A&M et MCA à la suite de leurs fusions sous UMG.

## Discographie

### Albums studio
- Only a Lad (1981)
- Nothing to Fear (en) (1982)
- Good For Your Soul (1983)
- So-Lo (1984) (album solo de Danny Elfman considéré comme un album d'Oingo Boingo)
- Dead Man's Party (1985)
- Boi-Ngo (1987)
- Dark at the End of the Tunnel (1990)
- Boingo (1994)

### Albums live
- Boingo Alive (1988)
- Farewell (1996)

### Télévision/Cinéma
The Mystic Knights of the Oingo Boingo
- Mr. Sycamore (1975) (uncredited cameo)
- The Gong Show (1976) (disponible sur YouTube)
- I Never Promised You a Rose Garden (1977)
- Hot Tomorrows (1977)
- Forbidden Zone (1980)

Oingo Boingo
- Longshot (1981)
- Urgh! A Music War (1981)
- Fast Times at Ridgemont High (1982)
- The Last American Virgin (1982)
- Sixteen Candles (1984)
- Good Morning, Mr. Orwell (1984)
- Bachelor Party (1984)
- Fool's Paradise (1985)
- Weird Science (Oingo Boingo a signé le générique de Weird Science (Une créature de rêve), un film américain de John Hughes et Anthony Michael Hall, et par la suite celui de Code Lisa, une série adaptée de ce film dans les années 1990.(1985)
- Wisdom (1986)
- Texas Chainsaw Massacre 2 (1986)
- Back to School (1986), où ils sont apparus en tant que groupe.
- Teen Wolf Too (1987)
- Summer School (1987)
- Midnight Run (1988), as Mosley & The B-Men
- Ghostbusters II (1989)
- The Best of Oingo Boingo: Skeletons in the Closet (1989; music video compilation)
- The Adventures of Ford Fairlane (1990)
- Shrunken Heads (1994)
- Farewell: Live from the Universal Amphitheatre, Halloween 1995
- Donnie Darko (2001)
- Stranger Things (2016)

### Membres
- Leon Schneiderman : actif de 1972 à 1995, instruments : saxophone, percussions, chœurs
- Danny Elfman : actif de 1974 à 1995, instruments : chant, guitare rythmique, percussions, trombone, violon
- Steve Bartek : actif de 1976 à 1995, instruments : guitare solo, chœurs, percussions, accordéon
- John Vatos Hernandez : actif de 1978 à 1995, instruments : batterie, percussions
- Kerry Hatch : actif de 1979 à 1984, instruments : guitare basse, synthétiseur, percussions, chœurs
- Sam Sluggo Phipps : actif de 1973 à 1995, instruments : saxophones, clarinette, percussions, chœurs, flûte
- Dale Turner : actif en 1995, instruments : trompette, trombone, percussions, guitare, chœurs
- Richard Gibbs : actif de 1980 à 1983, instruments : synthétiseurs, trombone, percussions, chœurs
- John Avila : actif de 1984 à 1995, instruments : guitare basse, synthétiseur, percussions, accordéon, chœurs
- Michael Bacich : actif de 1984 à 1987, instruments : synthétiseurs, chœurs
- Carl Graves : actif de 1988 à 1991, instruments : synthétiseurs, chœurs, percussions électriques
- Warren Fitzgerald : actif de 1994 à 1995, instruments : guitare
- Doug Lacy : actif de 1994 à 1995, instruments : percussions, trombone, accordéon
- Marc Mann : actif de 1994 à 1995, instruments : synthétiseurs, samples
- Katurah Clarke : actif de 1994 à 1995, instruments : percussions
- David Eagle : actif de 1980 à 1981, instruments : batterie
- Bruce Fowler : actif de 1983 à 1995, instruments : trombone
- Paul Fox : actif en 1984, instruments : synthétiseurs
- William Winant : actif de 1991 à 1992, instruments : percussions